# Europsko prvenstvo u košarci – Grčka 1995.
Europsko prvenstvo u košarci 1995. održalo se u Ateni od 21. lipnja do 2. srpnja 1995. godine. Europskim prvacima postali su reprezentativci SR Jugoslavije koji su u finalu uz sudačku pomoć svladali Litvu rezultatom 96:90. Treće mjesto osvojila je Hrvatska pobijedivši domaćina Grčku rezultatom 73:68.
Finalna utakmica ostala je zapamćena po sramotnom suđenju američkog i grčkog suca koji su, sudivši na štetu litavske reprezentacije tijekom cijele utakmice, utjecali na konačni rezultat. Litavska reprezentacija drugo je poluvrijeme započela uz minimalnu prednost 49:48, no uskoro je jugoslavenska reprezentacija prešla u vodstvo nakon što su u njenu korist dosuđeni nevjerojatni prekršaji. Litavci su već na početku drugog poluvremena ogorčeno prosvjedovali nakon što je Sabonisu svirana tehnička grješka, no nakon prosvjeda odnos sudaca prema Litavcima dodatno se pogoršao. Utakmica je dvije minute prije kraja nakratko bila i prekinuta kad su se Litavci povukli s terena ogorčeni sramotnim suđenjem. Nakon nagovaranja jugoslavenskog reprezentativca Aleksandra Đorđevića ipak su se vratili na teren i dovršili utakmicu. Da je ogorčenje suđenjem vladalo i na tribinama vidjelo se i iz skandiranja, kada je uglavnom grčka publika, tradicionalno naklonjenija Srbiji, vikala „Litva je prvak, Litva je prvak!”. Za sramotu do danas nitko iz FIBA-e nije odgovarao niti se ispričao Litavcima.
Nakon završetka utakmice, tijekom dodjele odličja dogodio se neočekivani događaj. Hrvatski su košarkaši nakon primanja svojih brončanih medalja ostali na postolju tijekom dodjele srebrnih medalja Litavcima, no povukli su se kad je na postolje stupila jugoslavenska reprezentacija. Na taj su način izrazili svoj prosvjed zbog agresije sramotnoga suđenja, ali i agresiju koju je takozvana JNA izvršila na Hrvatsku.

## Dvorane
Sve utakmice prvenstva odigrane su u Olimpijskoj dvorani u Ateni.